# Miłosz Haber
Miłosz Haber (ur. 29 października 1978) – polski judoka i trener judo.
Były zawodnik KS AZS-AWF Wrocław (1992-2004). Brązowy medalista mistrzostw Polski seniorów 2003 w kategorii do 90 kg. Ponadto m.in. mistrz Polski juniorów 1996 w kategorii do 78 kg. Trener Uczniowskiego Klubu Sportowego Judoka Imbramowice.